# تاج‌گذاری فرمانروای بریتانیا

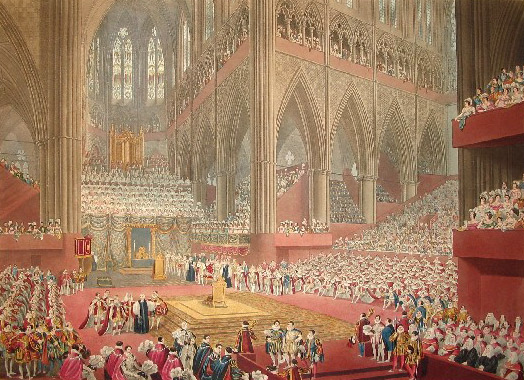
تاجگذاری جرج چهارم

تاجگذاری فرمانروای بریتانیا (انگلیسی: Coronation of the British monarch) عنوان بخشی از برنامهٔ و مراسم تشریفاتی تاجگذاری پادشاهان و ملکه‌های بریتانیا در کلیسای وست‌مینستر می‌باشد.